# Peruanische Badmintonmeisterschaft 2024
Die Peruanische Badmintonmeisterschaft 2024 fand vom 19. bis zum 21. Dezember 2024 in Lima statt.

## Medaillengewinner
| Veranstaltung | Gold                                                         | Silber                                                      | Bronze                                                          |
| ------------- | ------------------------------------------------------------ | ----------------------------------------------------------- | --------------------------------------------------------------- |
| Herreneinzel  | Sharum Hilder Durand Cardenas                                | Daniel La Torre                                             | Ian Moromisato Namisato                                         |
| Herreneinzel  | Sharum Hilder Durand Cardenas                                | Daniel La Torre                                             | Kalei Kuan Veng Kuong                                           |
| Dameneinzel   | Inés Castillo                                                | Sofia Naomi Junco Vasquez                                   | Luciana Valentina Vrandecich Reyes                              |
| Dameneinzel   | Inés Castillo                                                | Sofia Naomi Junco Vasquez                                   | Shary Nicol Andrade Yanque                                      |
| Herrendoppel  | Adriano Viale Aguirre Jose Einer Guevara Llatas              | Brian Rodrigo Roque Caycho Diego Mauricio Subauste Tokumura | Daniel La Torre Martín del Valle                                |
| Herrendoppel  | Adriano Viale Aguirre Jose Einer Guevara Llatas              | Brian Rodrigo Roque Caycho Diego Mauricio Subauste Tokumura | Gonzalo Sebastían Castillo Salazar Guillermo Buendia Maldonado  |
| Damendoppel   | Analia Yi Ordoñez Sofia Naomi Junco Vasquez                  | Francesca Carozzi De Belaunde Lucia Ponce De La Piedra      | Luciana Valentina Vrandecich Reyes Nicolle Lucero Roque Caycho  |
| Damendoppel   | Analia Yi Ordoñez Sofia Naomi Junco Vasquez                  | Francesca Carozzi De Belaunde Lucia Ponce De La Piedra      | Micaela Flores Micaela Fernanda Castillo Salazar                |
| Mixed         | Sharum Hilder Durand Cardenas Namie Chiara Miyahira Tsukazan | Jose Einer Guevara Llatas Inés Castillo                     | Santiago De La Oliva Alzamora Micaela Fernanda Castillo Salazar |
| Mixed         | Sharum Hilder Durand Cardenas Namie Chiara Miyahira Tsukazan | Jose Einer Guevara Llatas Inés Castillo                     | Guillermo Buendia Maldonado Sofia Naomi Junco Vasquez           |